# Хеффрен Суарес
Хеффрен Суарес (ісп. Jeffrén Suárez, нар. 20 січня 1988, Сьюдад-Болівар), також відомий як просто Хеффрен — іспанський футболіст, нападник клубу «Реал Вальядолід».
Усі досягнення на внутрішній і міжнародній арені здобув, виступаючи за «Барселону», вихованцем якої він і є, проте основним гравцем каталонців ніколи не був. Також виступаючи за юнацьку і молодіжну збірну Іспанії ставав чемпіоном Європи серед гравців віком до 19 (2006) та 21 року (2011).

## Клубна кар'єра
Народився 20 січня 1988 року у венесуельському місті Сьюдад-Болівар. Немовлям переїхав з батьками до Іспанії, де родина оселилася у Тенерифе. Вихованець футбольних шкіл місцевого «Тенерифе» та «Барселони».
У дорослому футболі дебютував 2005 року виступами за команду клубу «Барселона C», в якій провів два сезони, взявши участь лише у 7 матчах чемпіонату. 
Своєю грою за цю команду привернув увагу представників тренерського штабу другої команди каталонського клубу («Барселона Б»), до складу якої почав залучатися 2006 року. Відіграв за команду дублерів наступні три сезони своєї ігрової кар'єри. Більшість часу, проведеного у складі другої команди «Барселони», був основним гравцем атакувальної ланки команди.
З того ж 2006 року епізодично потрапляв до заявки головної команди «Барселони», втім більш-менш регулярно залучатися до її складу почав з 2009. У складі «синьо-гранатових» тричі виборював титул чемпіона Іспанії, двічі ставав володарем Суперкубка Іспанії з футболу.
До складу лісабонського «Спортінга» гравець, що мав невисокі шанси закріпитися в основній команді «Барселони», приєднався 2011 року. За два роки встиг відіграти за лісабонський клуб 24 матчі в національному чемпіонаті.
На початку 2014 року перейшов в «Реал Вальядолід», з яким того ж року вилетів з Ла Ліги, проте продовжив виступи в команді.

## Виступи за збірні
2004 року дебютував у складі юнацької збірної Іспанії, взяв участь у 17 іграх на юнацькому рівні, відзначившись 5 забитими голами.
2007 року залучався до складу молодіжної збірної Іспанії. На молодіжному рівні зіграв у 13 офіційних матчах, забив 2 голи.

## Статистика виступів

### Статистика клубних виступів
| Сезон                   | Команда                 | Чемпіонат               | Чемпіонат | Чемпіонат | Національний кубок | Національний кубок | Національний кубок | Континентальні кубки | Континентальні кубки | Континентальні кубки | Інші змагання | Інші змагання | Інші змагання | Усього | Усього |
| Сезон                   | Команда                 | Ліга                    | Ігор      | Голів     | Ліга               | Ігор               | Голів              | Ліга                 | Ігор                 | Голів                | Ліга          | Ігор          | Голів         | Ігор   | Голів  |
| ----------------------- | ----------------------- | ----------------------- | --------- | --------- | ------------------ | ------------------ | ------------------ | -------------------- | -------------------- | -------------------- | ------------- | ------------- | ------------- | ------ | ------ |
| 2005–06                 | «Барселона C»           | ТД                      | 5         | 0         | -                  | -                  | -                  | -                    | -                    | -                    | -             | -             | -             | 5      | 0      |
| 2006–07                 | «Барселона C»           | ТД                      | 2         | 1         | -                  | -                  | -                  | -                    | -                    | -                    | -             | -             | -             | 2      | 1      |
| Усього за «Барселона C» | Усього за «Барселона C» | 7                       | 1         |           | -                  | -                  |                    | -                    | -                    |                      | -             | -             | 7             | 1      |        |
| 2006–07                 | «Барселона Б»           | СДБ                     | 32        | 3         | -                  | -                  | -                  | -                    | -                    | -                    | -             | -             | -             | 32     | 3      |
| 2007–08                 | «Барселона Б»           | ТД                      | 30        | 6         | -                  | -                  | -                  | -                    | -                    | -                    | -             | -             | -             | 30     | 6      |
| 2008–09                 | «Барселона Б»           | СДБ                     | 20        | 5         | -                  | -                  | -                  | -                    | -                    | -                    | -             | -             | -             | 20     | 5      |
| Усього за «Барселона Б» | Усього за «Барселона Б» | Усього за «Барселона Б» | 82        | 14        |                    | -                  | -                  |                      | -                    | -                    |               | -             | -             | 82     | 14     |
| 2006–2007               | «Барселона»             | ПД                      | 0         | 0         | КІ                 | 1                  | 0                  | ЛЧ                   | 0                    | 0                    | СУ+КЧС+СІ     | 0             | 0             | 1      | 0      |
| 2007–2008               | «Барселона»             | ПД                      | 0         | 0         | КІ                 | 0                  | 0                  | ЛЧ                   | 0                    | 0                    | -             | -             | -             | 0      | 0      |
| 2008–2009               | «Барселона»             | ПД                      | 2         | 0         | КІ                 | 0                  | 0                  | ЛЧ                   | 0                    | 0                    | -             | -             | -             | 2      | 0      |
| 2009–2010               | «Барселона»             | ПД                      | 12        | 2         | КІ                 | 2                  | 0                  | ЛЧ                   | 2                    | 0                    | СУ+КЧС+СІ     | 0+1+1         | 0             | 18     | 2      |
| 2010–2011               | «Барселона»             | ПД                      | 8         | 1         | КІ                 | 3                  | 0                  | ЛЧ                   | 2                    | 0                    | СІ            | 0             | 0             | 13     | 1      |
| Усього за «Барселону»   | Усього за «Барселону»   | Усього за «Барселону»   | 23        | 3         |                    | 6                  | 0                  |                      | 4                    | 0                    |               | 2             | 0             | 35     | 3      |
| 2011–12                 | «Спортінг»              | ПЛ                      | 11        | 3         | КП+КПЛ             | 2+1                | 0                  | ЛЄ                   | 4                    | 0                    | -             | -             | -             | 18     | 3      |
| Усього за кар'єру       | Усього за кар'єру       | Усього за кар'єру       | 123       | 21        |                    | 9                  | 0                  |                      | 7                    | 0                    |               | 2             | 0             | 134    | 21     |

## Титули і досягнення
| - Чемпіон Іспанії (3): «Барселона»: 2008–09, 2009–10, 2010–11 - Володар Суперкубка Іспанії (2): «Барселона»: 2009, 2010 - Володар Кубка Іспанії (2): «Барселона»: 2008–2009 | - Переможець Ліги чемпіонів УЄФА (2): «Барселона»: 2008–09, 2010–11 - Переможець клубного чемпіонату світу (1): «Барселона»: 2009 - Володар Суперкубка УЄФА (1): «Барселона»: 2009 | - Переможець юнацького (до 19 років) чемпіонату Європи: 2006 - Переможець молодіжного чемпіонату Європи: 2011 |